# Jennifer Landon
Jennifer Rachel Landon, även kallad Jen Landon, född 29 augusti 1983 i Malibu i Kalifornien, är en amerikansk skådespelerska. Hon är bland annat känd för att spela rollen som Teeter i Paramount Network-serien Yellowstone, och Gwen Norbeck Munson i CBS-såpan As the World Turns. För sin insats i As the World Turns, vann hon en Daytime Emmy Award för bästa unga kvinnliga roll i en dramaserie.
Landon är dotter till skådespelaren Michael Landon och hans sista hustru Cindy Clerico. Hon är också halvsyster till Leslie, Michael Jr. och Christopher Landon samt moster till skådespelerskan Rachel Matthews.

## Filmografi (i urval)

### Filmer
- 2015 – I Spit on Your Grave 3: Vengeance Is Mine
- 2018 – The Front Runner

### TV-serier
- 2005–2010 – As the World Turns (TV-serie)
- 2011 – House (TV-serie)
- 2012 – The Young and the Restless (TV-serie)
- 2016 – Banshee (TV-serie)
- 2017 – Våra bästa år (TV-serie)
- 2017 – Chicago Med (TV-serie)
- 2017–2018 – Animal Kingdom (TV-serie) (även 2022)
- 2019 – The Orville (TV-serie)
- 2020–nutid – Yellowstone (TV-serie)
- 2020 – Helstrom (TV-serie)
- 2021–2022 – FBI: Most Wanted (TV-serie)